# Patrícia de Sabrit
Patrícia Renaux Chamagne de Sabrit (Brusque, 27 de abril de 1975) é uma atriz e apresentadora brasileira. Ficou nacionalmente conhecida ao interpretar a personagem Pérola na telenovela Pérola Negra exibida pelo Sistema Brasileiro de Televisão (SBT).

## Biografia
Nascida em uma família de classe alta de Brusque, em Santa Catarina, mudou-se para a São Paulo na infância, sendo filha da socialite Marina Renaux Chamagne e do milionário francês Thiery de Sabrit. Descendente materna do cônsul alemão naturalizado brasileiro Carlos Renaux, é também prima do consultor de etiqueta Fabio Arruda.
Tendo se interessado pelas artes cênicas desde criança, fez cursos de teatro, onde se apresentava na infância. Durante a adolescência fez diversos cursos de canto, dança e interpretação nos Estados Unidos e na Europa. A atriz sempre participou de testes para conseguir entrar na televisão, até que, aprovada, estreou na TV em 1993, na novela Olho no Olho da Rede Globo.
Em 1997, paralelamente a carreira de atriz, começou estudar cinema na PUC, onde veio a se formar em 2000.
Ainda em 1997 participou da minissérie A Filha do Demôniona Record TV. No mesmo ano, tranfere-se para o SBT e protagoniza a novela Pérola Negra, onde atuou ao lado de Dalton Vigh em sua personagem de maior sucesso. A trama só foi ao ar 9 meses após o fim das gravações e exibida entre 1998 e 1999.
Em 2000 protagonizou a telenovela Vidas Cruzadas, novamente ao lado de Dalton Vigh, na RecordTV.
Em 2001 Patrícia começou a gravar as primeiras cenas como a protagonista de Amor e Ódio, porém acabou sendo dispensada por aparentar ser jovem demais para uma personagem de 30 anos.
Em 2011, após oito anos longe da carreira, retornou temporariamente ao Brasil para interpretar Olívia Guerra na telenovela Amor e Revolução, voltando a Europa logo após o fim das gravações.
Em 2018 fez uma participação na série infanto-juvenil Z4, da Disney Channel.

## Vida pessoal
Em 2000 começou a namorar o cantor Fábio Júnior, 22 anos mais velho, casando-se com ele em uma cerimônia no Jockey Clube de São Paulo em 27 de janeiro de 2001 e se separando em junho, seis meses depois.
No final de 2001 Patrícia se mudou para a Europa, onde conheceu o empresário belga Michael Hansen, com quem casou-se em 2003.
Em 5 de maio de 2007 nasceu o único filho do casal, Maximilian.
Em 2013 Patrícia e Michael separaram-se. No mesmo ano começou a namorar o francês Olivier Murguet, presidente da multinacional Renault.

## Filmografia

### Televisão
| Ano  | Título                  | Personagem                                                                  | Notas                                |
| ---- | ----------------------- | --------------------------------------------------------------------------- | ------------------------------------ |
| 1993 | Olho no Olho            | Maria Cláudia de Moraes (Cacau)                                             |                                      |
| 1994 | Você Decide             | Sandrinha                                                                   | Episódio: "O Despertar da Primavera" |
| 1994 | Você Decide             | Mariana                                                                     | Episódio: "A Bolsa ou a Vida"        |
| 1995 | Malhação                | Micaela Batista                                                             | Temporada 1                          |
| 1996 | Antônio dos Milagres    | Clara de Assis                                                              |                                      |
| 1996 | Colégio Brasil          | Júlia                                                                       |                                      |
| 1997 | A Filha do Demônio      | Ana Carolina Gusmão                                                         |                                      |
| 1997 | Walking Show            | Apresentadora                                                               |                                      |
| 1998 | Pérola Negra            | Pérola Pacheco Oliveira Weinstein/Eva Pacheco Oliveira (Falsa Eva)/Patrícia |                                      |
| 2000 | Vidas Cruzadas          | Letícia Ambrósio / Luísa                                                    |                                      |
| 2001 | Futebol Paulista e Você | Apresentadora                                                               |                                      |
| 2011 | Amor e Revolução        | Olívia Guerra / Violeta                                                     |                                      |
| 2018 | Z4                      | Maria Lúcia Molinari Ribeiro                                                |                                      |

## Teatro
| Ano  | Título         | Personagem |
| ---- | -------------- | ---------- |
| 1992 | O Namoro       | Sara       |
| 1992 | Se Você me Ama | Jéssica    |